# جمعية النساء العربيات في الأردن
جمعية النساء العربيات في الأردن- جمعية أردنية غير حكومية وغير ربحية تأسست عام 1970م، واتخذت من العاصمة عمان مقراً لها، تهدف الجمعية إلي الاهتمام بقضايا المرأة علي كافة المستويات في المملكة الأردنية الهاشمية.

## التعريف بالجمعية
جمعية النساء العربيات في الأردن Arab Women Organization of Jordan (AWO)، جمعية نسائية أردنية تأسست عام 1970م على أيدي مجموعة من النسوة الأردنيات المتميزات المناضلات، وفي مقدمتهن المناضلة "إملي نفاع"، وذلك بهدف العيش في مجتمع تسود فيه المساواة والعدالة الاجتماعية، واتخذت من العاصمة الأردنية عمان مقراً لها، وتحديدًا في جبل عمان، الدور الاول، شارع الرينبو، عمارة رقم (7)، الجمعية تناضل في سبيل الحقوق المتساوية بين النساء والرجال، وتمكين النساء والفتيات، وهي منظمة غير حكومية وغير ربحية؛ ومن أجل تحقيق هذا الحلم وتحقيق أهدافها في خدمة المرأة والارتقاء بها، وتمكينها في المجتمع الأردني؛ من أجل ذلك تقوم الجمعية بالعديد من الأنشطة والفعاليات داخلياً وخارجياً، للجمعية مقر رئيس في عمان، وعدد (2) مركز في كل من: إربد(مركز خدمات جمعية النساء العربيات) والمفرق (مركز خدمات جمعية النساء العربيات)، للجمعية شراكات عديدة مع منظمات وهيئات مختلفة منها: شبكة كرامة، تحالف همم، الشبكة العربية للمجتمع المدني النسوي، المبادرة النسوية الاورومتوسطية، الاتحاد الدولي لحماية الطبيعة، الاتحاد النسائي الديمقراطي العالمي، الشبكة العربية للتربية المدنية-أنهر، تترأس الجمعية في الوقت الراهن "ليلى نفاع" و "حنان بكري" نائب لها ، ومن بين الرؤساء السابقين للجمعية راندا القسوس.

## برامج الجمعية
من أبرز برامج الجمعية:
- البرنامج الانساني والتنموي المستجيب للنوع الاجتماعي - المساهمة في مكافحة العنف ضد النساء في زمن السلم وأوقات الطوارئ عن طريق مساعدة الناجيات من العنف المبني على النوع الاجتماعي وتعزيز أصوات النساء في الأمن والسلام وتحسن سبل العيش لديهن.
- برنامج التمكين الاقتصادي والبيئي - تعزيز مشاركة المرأة في الأنشطة الاقتصادية و مشاركتها الفعالة في عمليات صنع القرار على مختلف المستويات ، وكذلك تشجيع المرأة على تحسين الوصول إلى الموارد الطبيعية وغيرها من الخدمات الأساسية من منظور قائم على الحقوق.
- التمكين السياسي للنساء والقيادة وكسب التأييد والرصد والمراقبة- زيادة تمكين النساء في الميدان السياسي للوصول إلى مواقع صنع القرار للدفع باتجاه الحقوق المتساوية للنساء على قاعدة 50-50 كما ورد في أجندة الأمم المتحدة العالمية 2030م.

## الأهداف
تهدف جمعية النساء العربيات في الاردن إلي: اشراك النساء في قيادة التغيير في مجتمعاتهن نحو المساواة بين النساء والرجال وإنهاء التمييز والعنف ضد النساء كما لها هدف خاص بالتمكين: النساء يتعلمن كيف يصبحن قائدات في مواقع صنع القرار ويصبحن ذوات رؤية ثاقبة ويملئهن الحماس لتنفيذ الخطط التي قمن برسمها. الى جانب ذلك تسعى الجمعية ايضا الى التشبيك من خلال  تعليم النساء كيف تتعاون مع بعضهن البعض من أجل دعم الشبكات المتخصصة بحقوق النساء.

## الأنشطة والانجازات
تقوم الجمعية بالعديد من الانشطة لتحقيق أهدافها التي تاسست عليها، ومن بين تلك الأنشطة نذكرمنها:
- 2023م، نظمت جمعية النساء العربيات بالتعاون مع أمانة عمان الكبرى أحتفالها السنوي بيوم المرأة العالمي في عمان، والذي حظي بحضور نسائي كبير من كافة الهيئات والقطاعات العامة والخاصة ، وبحضور وزيرة الثقافة الأردنية الدكتورة هيفاء النجار.[5][6]
- 2021م، وبشكل سنوي، المشاركة في مبادرة الــ16 يومًا العالمية لمناهضة العنف ضد المراة، من خلال إقامة الندوات والجلسات الحوارية في كافة محافظات المملكة الأردنية للتعريف بالحملة متبنية شعار لا للعنف السياسي ضد المرأة.[7]
- 2020م، اطلاق حملة توعوية بعنوان "يلا نتحدي كورونا" الهدف منها التوقف عن تصديق الشائعات وعدم التجاوب معها حول كيفية انتشار المرض وطرق الوقاية منه.[8]
- 2017م، عقدت جمعية النساء العربيات بالتعاون مع السفارة الهولندية في عمان مؤتمرًا وطنيًا حول" مكتسبات مشاركة النساء في الحياة السياسية" [9]
- 2014م، قامت الجمعية بالتعاون مع مؤسسة كرامة بإعداد تقرير الظل الخاص بمؤسسات المجتمع المدني حول وضع المراة في الأردن فيما يتعلق بتطبيق القرار الدولي(1325) الذي ينص علي اعتبار المرأة عنصرًا فاعلاً في السلم والحرب، وهو يلزم الدول الأعضاء- ومن بينها الاردن- باتخاذات تدابير واجراءات وخطط عمل وطنية لتنفيذ حيثيات القرار.[10]
- 2005م،أطلقت جمعية النساء العربيات مبادرة لتأسيس “شبكة مساواة” للمساهمة في تطوير حركة نسوية قوية تضم مدافعات عن حقوق النساء في الأردن. ولقد اختارت التوجه نحو بناء علاقات مع الجمعيات التي تقودها نساء في المجتمعات المحلية لزيادة تأثيرهن ضمن التنوع. ومنذ ذلك التاريخ، استطاعت “شبكة مساواة”: – تحسين قدرات ومهارات القيادة عند أعداد كبيرة من الجمعيات، – تعميم الممارسات الفضلى والتعلم الجيد عند الجمعيات في المجتمعات المحلية للوصول إلى كسب التأييد بطرق فعالة، و –  دعم الوصول إلى الحقائق التي تقود إلى قياس التأثير.[11]
- وتقوم الجمعية بطرح العديد من الحملات لخدمة قضايا المراة والدفاع عن حقوقها ومنها: "حملة عروس بإيدها عروسة" لمناهضة الزواج المبكر بين الفتيات، " حملة 16 يوم من النضال لوقف العنف ضد النساء والفتيات" ، "حملة شو قصتك".[12]